# Laurent Fassotte
Laurent Fassotte, né le 31 décembre 1977 à Verviers, est un footballeur belge. Il mesure 1,85 m pour 82 kg et joue au poste de défenseur central.